# Municipio de Calcahualco
El municipio de Calcahualco  se encuentra en el estado de Veracruz, es uno de los 212 municipios de la entidad y tiene su ubicación en la zona centro montañosa. Está ubicado en las coordenadas 19°07” latitud norte y 97°05” longitud oeste, y cuenta con una altura de 1,720 m s. n. m. Su cabecera es la localidad de Calcahualco. El municipio lo conforman 34 localidades en las cuales habitan 12,466 personas.
En el municipio de  Calcahualco  predomina un clima templado-húmedo-extremoso, temperatura media anual de 13 °C, con lluvias abundantes en el verano y a principios del otoño. El municipio de  Calcahualco tiene sus celebraciones del 5 al 7 de agosto la fiesta en honor de San Salvador, patrono del lugar.

## Toponimia
Calcahualco probablemente del náhuatl Kal-Kahual-Ko, kalli, casa; kahualli, casa abandonada; co, en: que puede interpretarse como «En las casas abandonadas». También puede ser interpretado como «Lugar de la casa abandonada» al derivarse del náhuatl Kalkawalko kal o kalli, casa; kawal o kawalli, dejado o abandonado; co o ko, un locativo, dentro o en.

## Geografía

### Localización
Ubicado en la zona centro del estado, zona montañosa denominada las Montañas entre los paralelos 19° 2′ y 19° 10′ de latitud norte y los meridianos 97° 3′ y 97° 16′ de longitud oeste, con una altitud entre los  entre 1400 y 5500 m.

### Delimitación
Colinda al norte con el estado de Puebla, al sur con los municipios de Alpatláhuac, Coscomatepec y La Perla, al este con el estado de Puebla y los municipios de Coscomatepec y Alpatláhuac y al oeste con el municipio de La Perla y el estado de Puebla.

### Orografía
Enclavado en las estribaciones de la sierra Madre Oriental, entre el Pico de Orizaba y el Cofre de Perote, en los Lagos y Volcanes de Anáhuac y parte de la sierra de Chiconquiaco sobre estrato volcanes o estrato volcanes aislados y lomeríos de aluvión antiguo.

### Hidrografía
El territorio municipal se encuentra dentro de las cuentas de los ríos Jamapa y Atoyac con un 84.42% y un 15.58% respectivamente, irrigado por pequeños arroyos tributarios, como el Cuapa, Tizaqui y Tliapa que son perennes y las corrientes de agua intermitentes Dos Aguitas y El Aserradero.

## Clima
En el territorio municipal coexisten varios tipos de climas como el templado húmedo con abundantes lluvias en verano, el cual está presente en poco más de la mitad del territorio municipal, el semifrío subhúmedo con lluvias en verano con cerca de una quinta parte del territorio, el semicálido húmedo con lluvias todo el año en poco menos de un quinto del territorio y el clima frío que abarca apenas un poco menos de un diez por ciento.

## Gobierno y administración
El gobierno del municipio está a cargo de su Ayuntamiento, que es electo mediante voto universal, directo y secreto para un periodo de tres años que no son renovables para el periodo inmediato posterior pero sí de forma no continua. Está integrado por el presidente municipal, un síndico único y un regidor único, electo por mayoría relativa. Todos entran a ejercer su cargo el día 1 de enero del año siguiente a su elección.

### Subdivisión administrativa
Para su régimen interior, el municipio además de tener una cabecera y manzanas, se divide en rancherías y congregaciones, teniendo estas últimas como titulares a los subagentes y agentes municipales, que son electos mediante auscultación, consulta
ciudadana o voto secreto en procesos organizados por el Ayuntamiento.

### Representación legislativa
Para la elección de diputados locales al Congreso de Veracruz y de diputados federales al Congreso de la Unión, el municipio se encuentra integrado en el Distrito electoral local XVIII Huatusco con cabecera en la ciudad de Huatusco y el Distrito electoral federal XV Orizaba con cabecera en la ciudad de Orizaba.